# ジャン＝バティスト・ルイエ・ド・ロンドル
ジャン＝バティスト・ルイエ（Jean-Baptiste Lœillet (de Londres), 1680年11月18日 - 1730年7月19日）は、現在のベルギー出身のイギリス・バロック音楽の作曲家。ロンドンで管楽器奏者および鍵盤楽器奏者としても活躍した。弟ジャック・ルイエならびに同名の従弟と同じく、スペイン領ネーデルラントのヘント出身。フルートやオーボエの演奏に長けていたことから、木管楽器のための室内楽を手がけ、とりわけフルートやリコーダーの作品で知られる。1705年にヘントとパリで学んだ後、渡英してチェンバロの演奏家や教師として活躍、ジョン・ルイエ（John Loeillet）の名で有名になる。ヘイマーケットの王立劇場で木管楽器奏者を務め、毎週自宅で音楽の集いを催した。
ジョン・ルイエの演奏はロンドンで歓迎され、アルカンジェロ・コレッリの12の合奏協奏曲をロンドン市民に紹介したのもルイエである。作曲家としてのルイエの名声は、同名の従弟の作品によって覆い隠されてしまったと言われている。
郷里ヘントでは同名の従弟が活躍していたことから、混同を避けるためにジョン・ルイエ自ら「ロンドンのルイエ（Loeillet of London）」と名乗ったと言われており、ルイエの作品がロンドンのウォルシュ社によって出版された際にも、この名義が使われた。現在は専門家によって、「ジャン＝バティスト・ルイエ（ロンドンのルイエ）」というような呼び方がなされている（フランス語では de Londres（ド・ロンドル）が付される）。
主要な作品には以下のものがある。
- リコーダーと通奏低音のための12のソナタ
- ソナタ ニ長調
- リコーダーと通奏低音のためのソナタ ホ短調
- クーラント

## 参考資料など
1. ^フランス・ブリュッヘン, notes from Sonata in F Major, Hargail Music Press, (1963).